# Кріопротектор
Кріопротектор (грец. krýos — «холод», «мороз», «льод» + лат. protector — «що прикриває», «що захищає») — речовина, що захищає живі об'єкти від шкідливої дії заморожування. Кріопротектори використовують при кріоконсервації — низькотемпературному зберіганні живих об'єктів (іншими словами, при заморожуванні клітинних культур, крові, сперми, ембріонів, ізольованих органів і біологічних об'єктів цілком). При заморожуванні на живі об'єкти впливають два фактори ушкодження: формування внутрішньоклітинного льоду і зневоднення. Приміщення живих об'єктів у розчини кріопротекторів і заморожування в цих розчинах знижує або виключає повністю формування внутрішньоклітинного льоду і зневоднення.
Арктичні та антарктичні комахи, риби та амфібії створюють кріопротекторів (антифриз та протеїновий антифризів) у їх організмі, щоб звести до мінімуму заморожувальний ефект під час холодних зимових періодів. кріопротектори також використовуються для збереження живих речовин при вивченні біології та збереженні продуктів харчування.

## Класифікація

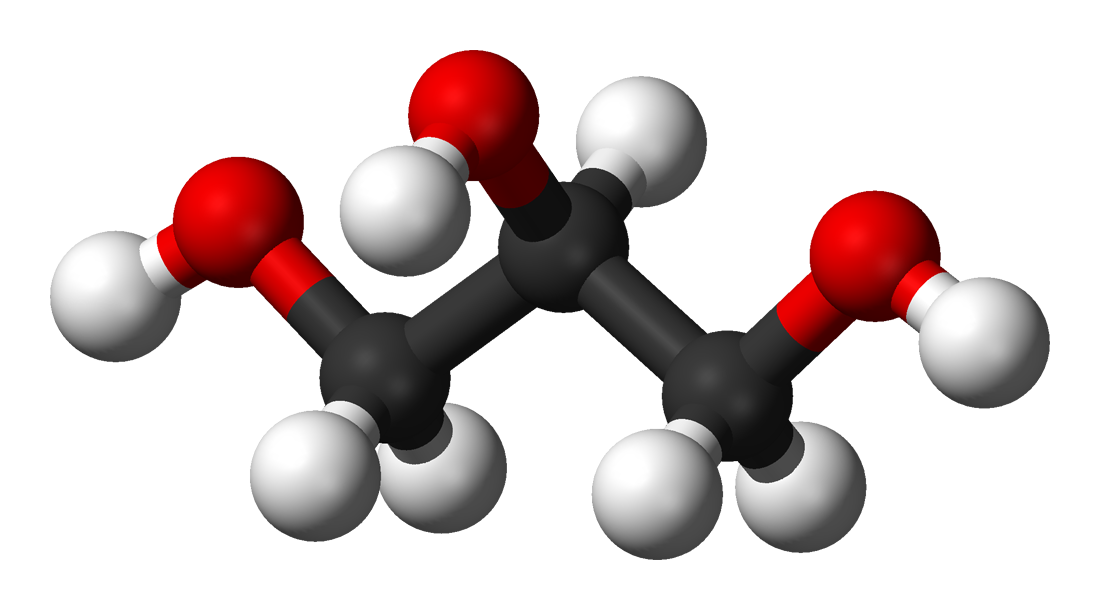
Формула гліцерину

Існує велика кількість речовин, що володіють кріопротекторними властивостями, але в медичній і лабораторній практиці використовують не більше десятка з'єднань, які будуть перераховані нижче. Розрізняють кріопротектори двох типів: проникаючі та непроникаючі.
- До проникаючим відносять кріопротектори, що проникають всередину клітини. Проникаючі кріопротектори перешкоджають формуванню кристалів льоду за рахунок утворення водневих зв'язків з молекулами води. Найпоширеніші проникаючі кріопротектори: гліцерин , пропіленгліколь, етиленгліколь, диметилсульфоксид.
- До непроникаючих відносять кріопротектори, які не проникають всередину клітин. Принцип дії непроникаючих кріопротекторів до кінця не визначений. Ймовірно, завдяки двом факторам: зниження швидкості росту кристалів і захист клітини від осмотичних перепадів. До непроникаючих кріопротекторів відносять дві групи речовин: олігосахариди (найчастіше використовують сахарозу і трегалозу) і високомолекулярні сполуки (найчастіше використовують фікол, альбумін, полівінілпіролідон). Використання непроникаючих кріопротекторів за відсутності проникаючих неефективно, тобто непроникаючі кріопротектори є додатковими компонентами в розчинах проникаючих кріопротекторів.

Після розморожування живі об'єкти необхідно звільнити від кріопротекторів.

## Приклади в природі

### Комахи
Комахи найчастіше використовують цукри або поліоли(Багатоатомні спирти) як кріопротектори. Одним із видів, що використовують кріопротектор, є Полістець екламанів(англ. Polistes exclamans, оса). У цьому виді різні рівні кріопротектора можуть використовуватися для розмежування морфологій.

### Земноводні
Арктичні жаби використовують глюкозу, але арктичні саламандри відтворюють гліцерин у їх печінці, використовуючи як кріопротектор.

## Збереження продуктів
Кріопротектори також використовуються для збереження продуктів харчування. Ці сполуки, як правило, є недорогими цукровими речовинами та не представляють ніяких проблем щодо токсичності. Наприклад, заморожені курячі продукти містять розчини сахарози та натрію фосфату у воді.